# Franco, Ciccio e le vedove allegre
Franco, Ciccio e le vedove allegre è un film ad episodi del 1968 diretto da Marino Girolami.
Il film è diviso in tre atti legati dal commento di Lucio Dalla che canta anche due sue canzoni: sui titoli di testa E dire che ti amo e Il cielo durante il terzo episodio.

## Trama

### La nostra signora
Franco e Ciccio si trovano sposati con la stessa donna, perciò sono costretti ad alternarsi a giorni il lavoro di marito.

### Una povera vedova
Una vedova per riscuotere l'eredità deve avere un figlio, e lotterà in ogni modo per procurarselo...

### La vedova del nonno
La giovane vedova di un anziano italoamericano parte per la Sicilia allo scopo di conoscere il nipote ignoto. Il soggetto è molto simile a quello del film Grazie... nonna del 1975, diretto dallo stesso Girolami.